# Deutscher Memorial Prize
El Deutscher Memorial Prize o premio Deutscher es un galardón anual concedido en memoria de Isaac Deutscher y su esposa Tamara Deutscher a nuevos libros publicados en inglés “que ejemplifiquen los mejores y más innovadores escritos sobre la tradición marxista o en torno a ella”. La primera edición tuvo lugar en 1969.
A partir de noviembre de 2021 los miembros del jurado de Deutscher incluyen a Gilbert Achcar, Alex Callinicos, Alejandro Colas, Ben Fine, Rob Knox, Esther Leslie, Alfredo Saad-Filho, Chris Wickham y Lea Ypi.
Los destinatarios incluyen a Jairus Banaji (2011, Theory as History: Essays on Modes of Production and Exploitation), David Harvey (2010, The Enigma of Capital and the Crises of Capitalism), Rick Kuhn (2007, por una biografía de Henryk Grossman), Christopher Wickham (2006, por Framing the Early Middle Ages), Francis Wheen (1999, por una biografía de Karl Marx), Eric Hobsbawm (1995, por The Age of Extremes), Terry Eagleton (1989, The Ideology of the Aesthetic), Robert Brenner (1985, por The Brenner Debate) y G. A. Cohen (1978, por Theory of History: A Defense de Karl Marx).
Los autores ganadores pueden contribuir a la serie de conferencias Deutscher Memorial el año siguiente; la conferencia, o un texto basado en ella, se publica en una variedad de medios, incluyendo Historical Materialism, New Left Review, International Socialism, y International Socialist Review.